# Orange Herald

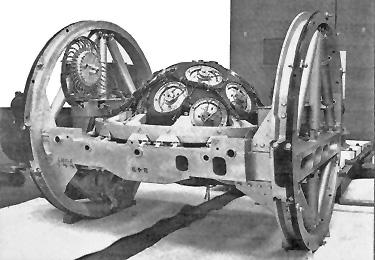
Ogiva nuclear

Orange Herald foi uma linha de ogivas nucleares de fissão impulsionada do Reino Unido, ela teve duas versões: grande e small, a small teve um rendimento de 720 quilotons de TNT em 31 de maio de 1957, o Orange Herald perdeu sua importância, devido aos esforços britanicos para produzir uma arma que renda megatons.
O projeto(small e grande) tinha um comprimento de 0,.75-1 metro. tinham um diâmetro de 30 polegadas e pesavam 120 kg.